# عقلية استعمارية
العقلية الاستعمارية هي الموقف الداخلي لعقدة النفس العرقية أو الثقافية التي يشعر بها الناس نتيجة للاستعمار، مثلًا لأنهم مُستعمَرون من قبل مجموعة أخرى. وهو يتوافق مع الاعتقاد السائد بأن القيم الثقافية للمُستعمِر تتفوق بطبيعتها على القيم الخاصة بالفرد. استخدم هذا المصطلح علماء ما بعد الاستعمار لمناقشة آثار الاستعمار عبر الأجيال الموجود في المستعمرات السابقة بعد انتهاء الاستعمار. يُستخدم استخدامًا شائعًا بوصفه مفهومًا عمليًا لصياغة الهيمنة الأيديولوجية في التجارب الاستعمارية التاريخية. في علم النفس، استُخدمت العقلية الاستعمارية لشرح حالات الاكتئاب الجماعي، القلق وغيرها من قضايا الصحة العقلية المنتشرة في السكان الذين عانوا الاستعمار.
تشمل التأثيرات الماركسية البارزة مفهوم ما بعد الاستعمار للعقلية الاستعمارية أعمال فرانتز فانون حول تحطيم النفس الاستعمارية بواسطة الهيمنة الثقافية الغربية، وكذلك مفهوم السيطرة الثقافية الذي طوره مؤسس الحزب الشيوعي الإيطالي أنطونيو غرامشي.

## التأثيرات الماركسية

### فرانتز فانون
أثَّرت الكتابات الماركسية لفرانتز فانون حول الإمبريالية، والعنصرية ومحاولات إنهاء الاستعمار في مناقشات ما بعد الاستعمار حول استيعاب التعصب الاستعماري. تناول فانون أولًا مشكلة ما أسماه «الاختلال العقلي الاستعماري للفرد» قضيةً تَتعلق بالصحة العقلية من خلال التحليل النفسي.
في كتابه بؤساء الأرض، الذي نُشر عام 1961، استَخدم فانون الطب النفسي لتحليل كيف أثَّر الاستعمار الفرنسي ومذبحة الحرب الجزائرية في الهوية الذاتية للجزائريين وصحتهم العقلية. يُجادل الكتاب أنه خلال فترة الاستعمار وُجد مرض عقلي ماكر ومُلِّح تطور داخل النفس الاستعمارية. جادل فانون بأن النفس الاستعمارية مُزِّقت بسبب الافتقار إلى التجانس العقلي والمادي نتيجة لضغط الثقافة الغربية للقوة الاستعمارية على السكان المُستعمَرين، رغم الاختلافات الجوهرية القائمة بينهما.
هنا يوسع فانون التفاهمات الماركسية التقليدية للجوهرية التاريخية لاستكشاف كيف يعمل التنافر بين الوجود المادي والثقافة على تحويل الشعب المُستعمَر بواسطة تعفُّن البرجوازية الغربية. هذا يعني أن المواطن الجزائري الأصلي يرى ثقافته وهويته التقليدية عبر عدسة التعصب الاستعماري. لاحظ فانون أن الجزائريين العاديين استوعبوا ثم رددوا علانية ملاحظات تتماشى مع الثقافة العنصرية المؤسسية للمستعمرين الفرنسيين. مُتَخَلين عن ثقافتهم الخاصة بوصفها متخلفة بسبب استيعابهم للأيديولوجيات الاستعمارية الغربية.

وفقًا لفانون، فإن هذا يؤدي إلى تضارب وجودي مزعزع للاستقرار داخل الثقافة المُستعمَرة:
«في الغرب، توفر دائرة الاسرة، آثار التعليم والمستوى المعيشي المرتفع نسبيًا للطبقة العاملة حمايةً أكثر أو أقل فعالية ضد الإجراءات الضارة لهذه التسرية. لكن في بلد إفريقي، عندما يكون التطور العقلي غير متساو، إذ أدى الاصطدام العنيف بين عالمين إلى زعزعة التقاليد القديمة إلى حد بعيد وألقى بكون التصورات خارج بؤرة التركيز، فإن قابلية التأثر والإحساس لدى الشباب الإفريقي قد أصبحت تحت رحمة الاعتداءات المختلفة التي شنتها عليهم طبيعة حضارة الغرب».

## الهند الاستعمارية
خلال فترة الحكم الاستعماري الأوروبي في الهند، نظر الأوروبيون إلى العديد من جوانب الثقافة الهندية عادةً بازدراء ودعموا الحكم الاستعماري بوصفه «مهمة حضارية» مفيدة. صُوِّر الحكم الاستعماري في الهند بأنه عمل مفيد للشعب، وليس عملية هيمنة سياسية واقتصادية من أقلية صغيرة من الأجانب.
في ظل الحكم الاستعماري، حُظرَت العديد من الممارسات، كإجبار الأرامل على التضحية بأنفسهن -المعروفة باسم ساتي- على الأفعال التي تُعد وثنية، التي يُثبطها المبشرون الإنجيليون، والتي زعم بعض العلماء أنها أدت دورًا كبيرًا في تطور التعريف الحديث للهندوسية. تستند هذه الادعاءات إلى عدم وجود هوية هندوسية موحدة قبل فترة الحكم الاستعماري، والتركيز الخارجي غير المسبوق للهندوسية الحديثة على النظرة التوحيدية للعالم فيدانتا. عزيت هذه التطورات نتيجةً للآراء الاستعمارية التي ثبّطت جوانب الديانات الهندية التي تختلف اختلافًا كبيرًا عن المسيحية. لقد لوحظ أن ظهور غيتا نصًا دينيًا أساسيًا في الخطاب الهندوسي كان استجابةً تاريخية للانتقادات الأوروبية للثقافة الهندية. وجَد الأوروبيون أن جيتا لديها الكثير من القواسم المشتركة مع الإنجيل، ما أدى إلى شَجب الممارسات الهندوسية المرتبطة كثيرًا بآراء المنطق التوحيدي، مع زعم بعض المؤرخين أن الهنود بدأوا بوصف إيمانهم بأنه معادل للمسيحية في العقيدة -خاصة من حيث التوحيد- والبنية، من حيث توفير نص مقدس أساسي مكافئ.
تطورت القومية الهندوسية في القرن التاسع عشر استيعابًا داخليًا للظهور الأيديولوجي الأوروبي، مع محاولة النخب الهندية المحلية تحديث نفسها والمجتمع الهندي حديثًا بمحاكاة الغرب. أدى ذلك إلى ظهور ما أطلق عليه البعض «الهندوسية الجديدة»: تتكون من خطاب بلاغي يحول التقاليد الهندوسية من الاعلى، متنكرًا في صورة دعوة لإحياء الممارسات الدينية التقليدية. عاكسة نفس الحجج التي قدمها المبشرون المسيحيون، الذين جادلوا بأن العناصر الأكثر خرافة في الممارسة الهندوسية كانت مسؤولة عن إفساد الفلسفة العقلانية المحتملة للإيمان، أي المشاعر الأشبه بالمسيحية، نقل تعريفات الممارسة الهندوسية بعيدًا عن عبادة الأوثان العلنية، إعادة التأكيد على مفهوم براهمان بوصفه إلهًا توحيديًا والتركيز أكثر على شخصية كريشنا في الفيشنافية بسبب دوره شخصيةً مسيانية -أكثر انسجامًا مع المعتقدات الأوروبية- إذ يُعد بديلًا مناسبًا لشخصية يسوع في المسيحية.
حزب بهاراتيا جاناتا «بي جي بي»، الحزب الحاكم الحالي في الهند، يتبع هذا التقليد من الهندوسية القومية «هندوتفا»، ويعزز هوية وطنية هندية مشبعة بالفيديانتيكا الحديثة التي ادعى البعض أنها تأثرت بالعقلية الاستعمارية.
زعم بعض النقاد أن تصوير الكاتب روديارد كيبلينج للشخصيات الهندية في أعماله يدعم وجهة النظر القائلة بأن المُستعمَرين كانوا غير قادرين على العيش دون مساعدة الأوروبيين، واصفين هذا التصور بالعنصرية. في قصيدته الشهيرة «عبء الرجل الأبيض»، يُجادل كيبلينج مباشرةً بإضفاء الطابع الرومانسي على «المهمة الحضارية» في البلدان غير الغربية. زعم جاواي سيد أن قصائد كيبلينج تمجد الثقافة الغربية بوصفها عقلانية وحضارية تمامًا، في حين تعامل الثقافات غير البيضاء بوصفها «طفولية» و «شيطانية». فسرت مشاعر مماثلة في أعمال كيبلينج الأخرى، كوصفه لحرب البوير الثانية بأنها «حرب الرجل الأبيض»، بجانب تقديمه «البياض» صفةً متفوقة أخلاقيًا وثقافيًا للغرب. وانتقد جين هوتشكيس تصويره للهنود في قصص كتاب الأدغال مثالًا على الطفولة الشوفينية للشعوب المستعمرة في الثقافات الشعبية. يزعم بعض المؤرخين أن أعمال كيبلينج قد ساهمت في تطور العقلية الاستعمارية بجعل الشعوب المستعمَرة في هذه الروايات الخيالية خاضعة لحكامهم البيض ومعتمدين عليهم.

## الإمبراطورية الإسبانية
أدى الاختلاط العرقي بين المستوطنين الإسبان والشعوب الأصلية في مناطق ما وراء البحار التي تديرها الإمبراطورية الإسبانية إلى اتحاد ناجح أطلق عليه فيما بعد مستيزو. وُجدت قيود في الطبقات العرقية على الأشخاص الذين يرجعون فقط إلى أصل أفريقي، وهذا أساسًا لكونهم منحدرين من العبيد في ظل حالة العبودية القائمة آنذاك. على عكس المستيزوس، الكاستيزوس أو السكان الأصليين الذين حمتهم قوانين جزر الهند «ليعاملوا على قدم المساواة بوصفهم مواطنين في الإمبراطورية الإسبانية». كان ممنوعًا تمامًا استعباد السكان الأصليين وكانت عقوبته الإعدام.
صنف مديرو الوصاية المستيزوس وغيرها من المجاميع العرقية المختلطة إلى فئات مختلفة. طُبِّق هذا النظام على الأراضي الإسبانية في الأمريكتين والفلبين، إذ تشكلت مجموعات كبيرة من الأفراد مختلطي الأعراق الغالبية المتزايدة من السكان الموالين، حتى اليوم.
هذه الفئات العرقية عاقبت السود الأفارقة والأفرو-لاتينيين. مع حصول المنحدرين من أصل أوروبي على امتيازات على حساب هذه الجماعات الأخرى. نتيجةً لهذا النظام، كافح المنحدرون من أصل إفريقي للتقليل من أهمية تراثهم الأصلي وزخارفهم الثقافية، كي يظهروا سطحيًا أكثر كإسبان أو مواطنين أصليين. أولئك من الهويات العرقية المختلطة الذين يرغبون في الحصول على الفوائد المؤسسية لكونهم إسبان، مثل مؤسسات التعليم العالي وفرص العمل، يمكنهم ذلك بقمع ثقافاتهم الخاصة والتصرف «بإسبانية». أدت هذه العقلية إلى تزوير عرقي شائع في أمريكا اللاتينية، غالبًا ما يكون مصحوبًا بإضفاء الشرعية على الروايات الشفوية للسلف الإسباني واللقب الإسباني. معظم الناس المختلطين من البيض في أمريكا اللاتينية لديهم ألقاب إسبانية موروثة من أسلاف إسبان، في حين أن معظم الأمريكيين اللاتينيين الآخرين الذين لديهم أسماء وألقاب إسبانية حصلوا عليها من خلال التنصير وإضفاء الطابع الإسباني على السكان الأصليين والأفارقة العبيد من قبل الرهبان الإسبان.

### الفلبين
قبل وصول الإسبان (1565-1898)، كان أرخبيل سولو -الواقع في جنوب الفلبين- مستعمرة لإمبراطورية ماجاباهيت (1293-1527) ومقرها إندونيسيا. كان الأمريكيون آخر دولة استعمرت الفلبين (1898-1946)، ويزعم القوميون أنها لا تزال مُستعمرة للولايات المتحدة رغم استقلالها الرسمي سنة 1946. تتجلى العقلية الاستعمارية في الفلبين كثيرًا في تفضيل الهجناء الفلبينيين -في المقام الأول الذين ينتمون إلى أصول فلبينية وبيضاء مختلطة، إضافةً إلى المختلطين من الفلبينيين والصينيين الأصليين ومجموعات عرقية أخرى- في صناعة الترفيه ووسائل الإعلام، إذ يحظون بشعبية واسعة مع أنهم يشكلون جزءًا صغيرًا من السكان.
أعطى دستور قادس لعام 1812 الجنسية الإسبانية تلقائيًا لجميع الفلبينيين بصرف النظر عن العرق. ذَكر تعداد عام 1870 أن ما لا يقل عن ثلث سكان لوزون لديهم أصول جزئية إسبانية، مع أصول مختلفة تتراوح من أمريكا اللاتينية إلى إسبانيا.
بلغ العدد الإجمالي لجميع أنواع الهجن البيض أو الأوراسيين 3.6٪، وفقًا لدراسة جينية أجرتها جامعة ستانفورد. يتناقض هذا مع دراسة جينية أخرى أجرتها جامعة كاليفورنيا، ذكرت أن الفلبينيين يمتلكون نسب متوسطة من الامتزاج الأوروبي.
تُشير الدلائل إلى أن البشرة الفاتحة كانت سمة من سمات السيدات المنعزلات اللائي يُطلق عليهن بينوكوت، وغالبًا ما يحتفظ بهن في المنزل منذ سن مبكرة جدًا. في الملاحم التاريخية للفلبين، قدمت بشرتهم الفاتحة معيارًا للجمال بين الطبقة العليا.